# 孙悟空 (七龙珠)
孙悟空（日語：孫悟空），是鸟山明的原作漫画《龙珠》及其改編原作系列中登场的虚构角色與主角，名字來自中國古典神怪小說《西游记》的「孙悟空」。原作从其一到其五百一十九话登场。改編动画和各种游戏的日本声优是由野泽雅子擔當；改編的真人电影1990年《七龍珠 為勝利而戰，孫悟空！》演員是許聲泰（Heo Seong-Tae，허성태）；1991年《新七龍珠》的演員是陳子強；2009年《七龍珠：全新進化》的演员是賈斯汀·查特文（Justin Chatwin）。

## 角色介紹
这个故事的主角。“孙”是姓，“悟空”是名。由养育之父孙悟饭授予，其賽亞人本名為:卡卡洛特（卡洛特），由孫悟空的父親巴達克取名，母親為姬聶，有一名哥哥為拉蒂茲。在第七宇宙的其他纯種赛亚人直接称之为卡卡洛特（卡洛特），但龍珠超中的布羅利與第六宇宙的賽亞人則稱孫悟空。名字的由来是从紅萝卜（胡萝卜）。与他的愛妻琪琪一起生下的长子的名字，是當年拉拔悟空長大的爺爺，孙悟饭的名字。
出生後ㄧ直在孵化器內，直到三歲才時被父母送往地球，曾經被銀河巡警JACO追殺但最終失敗，後來被武術家孫悟飯收養，一次意外讓孫悟空撞到頭，雖然命大撿回一命卻喪失記憶，因此不記得三歲以前的事，也對貝吉達星的事一無所知，直到貝吉達與哥哥提醒才知道自己父親的名字和賽亞人的身份。
雖然與貝吉達一樣是純種賽亞人也一樣有家室，但是時常跑去修行不顧家，比他更重視家庭的貝吉達因此對他反感，尤其不知道孫悟飯與孫悟天出世時還諷刺他是差勁父親，一聽到他忘記小潘而對他破口大罵。
身高145cm，体重40kg（15岁）→175cm，62kg（成人时）。容貌與父親巴達克相似。
出生於737年。兴趣是找到强敌战斗。不挑食。喜欢的交通工具是筋斗云。
角色的原型是鸟山明在《龙珠》连载前的漫画《DRAGON BOY 骑龙少年》的主角“唐童”。
关于发型的由来，鸟山明：“連載的时候虽然没有意识到這一點，但也受到《原子小金剛》的影响。”
在鳥山明《七龍珠》的單行本與完全版原作漫畫中，悟空能與貝吉塔兩人可以利用波特拉耳環進行合體成為「貝吉特」；在其它的官方《七龍珠》作品中，兩人也能透過梅達摩爾族人的融合術成為「悟基塔」。他們經常被拿來比較，東映動畫官方則給出了他們「實力一樣強」的簡介。

## 道具
據猫仙人的說法，孫悟空身上的如意棒原本是連結人世與神殿的棒子，它可以通往神殿。後來如意棒送給武天師父，武天師父再給孫悟飯爺爺。四星球、如意棒是扶養悟空長大的孫悟飯爺爺遺留給悟空的證物；筋斗雲是因為孫悟空搭救海龜先生，於是龜仙人決定將筋斗雲送給擁有純真心靈的悟空當做謝禮。
後來；筋斗雲送給長子孫悟飯，在七龍珠Z第203話的原創劇情中，青年孫悟飯將筋斗雲送給還不懂舞空術的弟弟孫悟天。
四星球後來粘在長子孫悟飯頭上戴的帽子上。在七龍珠Z的第171話「秘密的力量!! 悟飯嬰孩的時候」原創劇情，孫悟空、琪琪和牛魔王全家人正在替剛出生的第一個孩子取名字。悟空抱怨的說「我的肚子好餓喔，我想快點吃飯」當哭鬧的小嬰兒聽到吃飯時開心地笑了，之後夫妻倆再重複說了「吃飯了、吃飯了」小嬰兒聽到異常的開心，於是決定替他取名為「孫 悟飯」，悟空回頭看著養父遺留下來的四星球，臉上的表情似乎意識到了什麼。 該集由劇本統籌的小山高生、腳本家松井亞彌共同編劇，但是後來的《七龍珠改》將劇情刪除。原作版本的悟空在當下不在身邊而獨自在外面修行，所以悟空並沒有參與幫孩子命名這件事。
四星球在七龍珠GT的邪惡龍篇因為受到黑煙龍的影響，成為悟空亦敵亦友的同伴四星龍。七龍珠GT的電視特別篇《悟空外傳! 勇氣的證明是四星球》，悟空Jr.來到包子山遇見他的曾曾曾曾祖父孫悟空。爺爺勉勵悟空Jr.的努力和勇氣，將這顆傳家之寶四星球交給悟空Jr.被當做爺爺的禮物，後來這顆得來不易的龍珠也被悟空Jr.珍藏著，他答應爺爺悟空將來要繼續加油，受到爺爺勉勵的這個少年也將這段經歷永遠銘記在心。七龍珠GT第64話由中鶴勝祥繪製的悟空最後一幕中，悟空也持著如意棒向電視觀眾揮別，最後和筋斗雲一起離開。

## 角色形象
孫悟空的性格活泼开朗。大多只用一句“算了，就這樣吧”就解决了，不深入考虑事物的乐天轻松的性格。“听好了”是擔任悟空声优野泽小姐说的“象征悟空的台词”。
擔任動畫版《龍珠》與《龍珠Z》的第一任人物設計師與總監的前田實談及：“甚至悟空現在(龍珠Z)已經成為一名孩子的父親了，所以在工作時我總是很專注地想把孫悟空這個角色塑造成一個有擔當和男子氣概的形象表現出來”。
擔任《龍珠GT》的人物設計師中鶴勝祥表示：「託鳥山老師的福，我們得到一些人物的設定圖，因此比較不那麼辛苦，但是我們也加入一些這部動畫會用到的設定。雖然悟空看起來保有小孩子的童真，內心仍然是個成熟的大人。我們謹慎地讓悟空即使是說出很無禮的台詞，也不會讓人覺得他就像一個小孩子。」

### 個性
因为平常是坦率又认真的性格，对于无法战斗的对手而直接离去的例子也很多。龟仙人的天下第一武道会的优胜50萬奖金几乎一次全花光。他的嗅觉敏锐，能察觉到距离几公里遠食物的味道。仙豆在作品中登场之前，悟空時常肚子餓得想吃東西「肚子好餓喔，已經沒有力氣了」，仙豆可以填飽肚子恢復元氣，幾乎解決他飢餓的問題。另外，悟空不耐寒，所以很怕冷；最害怕的東西是針筒，所以他也害怕打針。他的最大弱点就是“容易上当受騙”。喜欢与强劲对手战斗，凭借压倒性的战斗力和纯洁的心拯救地球，甚至整个宇宙。在故事的结尾，贝吉塔评价说“他不是为了胜利而战斗，而是为了獲勝而战斗，不拘泥于終結对方的生命”，最终被认定为No.1。
即使是恶人也不会夺走比自己脆弱的生命，但悟空一对一的战斗中萌生对对方的杀意的，只有故事开始後的比克大魔王的战斗。但是後來的弗利萨，人造人賽魯，纯粹的魔人布欧等，判断他們对地球和宇宙来说是危险存在的敵人，只有被逼到绝境的时候，悟空才會采取將对手的杀害的态度。为此，那美克星对杀害克林的弗利萨给了他气，羞辱他~给予他相对于死更加难受的体验。加上那美克星很快就爆炸，所以悟空才救他，但弗利萨不领情。 。

### 對於战斗的態度
悟空对战斗的態度根据不同时期有所變化，許多時候他總是期望著一对一戰鬥，不过在与地球，进而卷进宇宙全体的大敌的战斗卻不盡其然。描写在愤怒中觉醒的悟饭追赶着賽魯的时候，悟空劝告悟飯快点把賽魯解決掉。
鸟山明说：“我们这边人數很多，但是敌人却只有一个人會顯得很卑鄙。一对一的決鬥，这难道不是悟空的真心话吗？”；“悟空在某种意义上说，如果真的想帮助某人的话，联手战斗就能辦到，这样也会拘泥于战斗。我喜欢的並不是完美的家伙，所以悟空不是健全的角色。他完全沒有邪惡念頭，只是想『变得更强』描绘起來會很有趣。虽然从结果上来说，他確實帮助許多人，但是因为他只是單純的就算是牺牲掉什么也無所謂，只想要獲得胜利。我喜欢的不是一心一意想要帮助别人而战的悟空，因为悟空只想战斗，所以只是战斗而已，实际上悟空的心態不健全”。對於在戰鬥中與他人關係的認知，鸟山明表示：“悟空没有友情和同伴的概念。他是在不知情的情況下，和誰成为友伴，我无意识地描绘出來，偶尔变成这样就好了”；“七龍珠的孫悟空不會為了別人而戰鬥，而是因為他想與強大的傢伙作戰。但是自從七龍珠被改編為動畫之後，我總是對他們給悟空的‘正義感’與‘英雄式’的寫照和形象感到很不滿。我一直想我不能讓他們忽隱忽現地去破壞角色特質”。
拉帝茲战后，悟饭对比克说“想让父亲教我武功”的时候，比克对悟空评价说“他不懂得如何对他人严厉，他完全不适合為人师傅”。而悟空原本对恋爱和女性没有兴趣，鸟山明说“也许只有琪琪、悟饭等家人，才有比較像是朋友關係的感觉”。同时，龟仙人推测战后的悟空不返家的理由是「媳妇很可怕」。
在《TV动画完全檔案“DRAGONBALL”〜天下一传说〜》上刊登的2004年相关人士座谈会上，擔任悟空的声优野泽小姐對於悟空之后的事情发表看法，“我啊，实际上并不认为《龙珠》已經是完结的作品。现在觉得悟空正在什么地方修行着，就是这样的感觉”。原作者鸟山明則表示：“悟空一直在追求强大的力量。所以现在也許他已不再與烏普修行了”。

## 經歷
- 737年（0歲），在達爾行星有一名卡卡洛特的嬰兒出生，因為被評測下級戰士而日後將送往地球。
- 740年（3歲），卡卡洛特在孵化器待３年後，巴達克與姬聶將卡卡洛特送往地球[33]。在地球被孫悟飯發現、悟飯將他命名為孫悟空被收養，某日悟空跌落山谷昏迷數日，醒後成為乖孩子。此後不久，弗力札摧毀達爾行星，殺死了大部分賽亞人，包含孫悟空的父母。
- 749年（12歳）：悟空與布瑪踏上尋找七龍珠的冒險旅程。遇到飲茶、普爾、烏龍、龜仙人和克林，以及他未來的妻子琪琪。
- 750年（12〜13歳）：悟空和克林在經過八個月的訓練後，參加第21屆天下第一武道大會。孫悟空在決賽中輸給陳龍獲得亞軍。悟空為了找尋爺爺的「四星球」踏上旅程。途中打敗红缎带军团、桃白白，向七龍珠許願替烏帕的父親復活。在企鵝村裡巧遇阿拉蕾。
- 753年（15〜16歳）：參加了第22屆天下第一武道大會，並在決賽中與鶴仙流的天津飯對抗獲得亞軍。比賽結束後，比克大魔王的手下從克林身上搶走「四星球」並將他殺害。悟空為了擊敗大魔王喝下超神水擊敗他。因為比克大魔王在死前吐下一顆蛋並成功孵化。為了與他對決，悟空來到神殿進行嚴苛特訓。
- 756年（19歳）：在第23屆天下第一武道大會期間，答應琪琪小時候的婚約。在冠軍賽時與比克二世對決成功拿下冠軍。
- 757年（20歳）：第一個兒子孫悟飯出生。
- 761年（24歳）：在自己的親哥哥拉帝茲在戰鬥中喪生。來到界王星拜界王大人為師，並開始修行。
- 762年（25歳）：與克林、亞奇洛貝、悟飯一起打敗達爾。在那美克星球上成為傳說的戰士「超級賽亞人」打敗弗力札。
- 763年（26歲）：打敗弗力扎後搭乘基紐特戰隊的宇宙船逃離即將要爆炸的納美克星來到亞德特拉行星修行一年，並學了瞬間移動。回到地球除了碰上夥伴外還認識自稱來自未來的特南克斯，得知三年後即將發生的事後開始修行。
- 767年（30歳╴31歳）：與人造人19號20號的戰鬥中心臟病發作，回到包子山家中休息數日。與兒子悟飯進入精神時光屋修行，之後在賽魯遊戲中為了地球和同伴將賽魯帶到界王星死去。第二個兒子孫悟天出生。
- 767〜774 年（31歳〜37歲）：在那個世界遇見排骨飯等武術高手（動畫原創）。
- 774年（37歳）：占卜婆婆帶悟空回來一天，並參加第25屆天下第一武道大會。在與魔人普烏的戰鬥中變身超級賽亞人3，之後傳授孫悟天與特南克斯梅達摩爾融合舞步誕生悟天克斯。老界王神給悟空壽命，悟空利用元氣彈消滅魔人普烏。
- 784年（47歳）：參加了第28屆天下第一武道大會。在最後的決賽中與魔人普烏轉世的烏普對決，但是中途放棄戰鬥，帶著烏普去修行。
- 789年（52歳〜）：與烏普修行的五年後，因為終極七龍珠的關係變回兒時模樣[34][35][36]。之後和特南克斯、小芳踏上尋找終極七龍珠的宇宙冒險旅程[36]。途中他們遇到難纏的茲夫爾人貝比，並變身超級賽亞人4擊敗他（動畫原創）。
- 790年：和同伴們同心協力將地球所有人帶到茲夫爾星避難。悟空在第30屆天下第一武道大會的少年組冠軍賽中挑戰失敗，之後悟空戰勝超級17號之後發生邪惡龍事件，打敗除了一星龍以外的所有邪惡龍最終卻輸給超級一星龍後為了避免地球被摧毀而戰死，但在神龍的幫助下重新現身並用從全宇宙中集結來的元氣彈打敗超級一星龍（動畫原創）。

最後與夥伴家人們告別後和七龍珠合為一體，與神龍去遙遠的地方。
- 889年：悟空將世代相傳的傳家之寶「四星球」做為爺爺的遺物送給孫悟空Jr.。世人在天下第一武道大會的會場上立了孫悟空與地球英雄撒旦先生的紀念雕像（動畫原創）。

## 變身形態
- 大猿化和黃金大猿化
  - 原作於《七龍珠》第21話「滿月」登場。
  - 《七龍珠》第13話「悟空的大變身」登場。
  - 《七龍珠GT》第33話「貝比納命來! 新生烏普的必殺射線！！」登場。
- 超級賽亞人
  - 原作於《龍珠》第317話「生？死？」中，弗力札將克林殺害後，悟空一氣之下說「太可惡了！」頭髮豎起變身為超級賽亞人。
  - 《七龍珠Z》第95話「悟空變身了！傳說的超級賽亞人孫悟空」登場。
  - 《七龍珠改》第47話「覺醒的傳說戰士...超級賽亞人,孫悟空！！」登場。
- 超級賽亞人2
  - 原作於《龍珠》第474話「界線！超級塞亞人3」中，悟空為了與被巴比迪控制的達爾一戰而變身。
  - 《龍珠Z》第229話「宿敵的超決鬥！悟空和達爾激戰」登場。
  - 《龍珠改》第114話「我是最強的！激戰悟空VS達爾」登場。
  - 悟空提到「超越了超級賽亞人的超級賽亞人」。
- 超級賽亞人3
  - 原作於《龍珠》第474話「界線！超級塞亞人3」中，悟空為了拖延時間，讓特南克斯回家找龍珠雷達而變身。
  - 《龍珠Z》第245話「驚人的大變身！！超級賽亞人3」登場。
  - 《龍珠改》第126話「阻止魔人普烏,極限!超級賽亞人3」登場。
  - 悟空提到「這就是超越了超級賽亞人的極限的超級賽亞人」。
- 超級賽亞人4
  - 《七龍珠GT》第34話「變身失敗！？悟空變成的大猿猴大暴動！！」結尾
  - 《龍珠GT》第35話「悟空變化為最強的超級賽亞人4了」的上集回顧登場。
- 超級賽亞人之神
  - 《七龍珠超(電視動畫)》第9話「比魯斯大人久等了，超級賽亞人之神終於誕生！」登場。
  - 《龍珠超(漫畫)》第4話「神與神」登場。
  - 《七龍珠Z 神與神》登場。
- 超級賽亞人BLUE
  - 《龍珠超(電視動畫)》第25話「全力戰鬥！復仇的黃金弗力札」登場。
  - 《龍珠Z 復活的“F”》。
- 超級賽亞人玫瑰
  - 《七龍珠超(電視動畫)》第56話「再戰黑悟空! 超級賽亞人玫瑰登場！！」登場，限扎馬斯使用。
  - 《七龍珠超(漫畫)》第16話「黑悟空的真面目」登場，限扎馬斯使用。
- 自在極意 兆／意從身先心法 兆
  - 《七龍珠超(電視動畫)》第110話「孫悟空覺醒! 覺醒者的新真髓！！」登場。
  - 《七龍珠超(漫畫)》第39話「孫悟空覺醒的徵兆」登場。
  - 臺灣東立出版社翻譯為「意從身先心法」。
  - 臺灣萬代南夢宮翻譯為「無我極境」。
- 自在極意／意從身先心法
  - 《七龍珠超(電視動畫)》第129話「極限超絕突破!無我極境的極致！！」登場。
  - 《七龍珠超(漫畫)》第42話「勝負與結果」登場。

## 招式

### 原作招式
如意棒攻擊（如意棒アタック）
メテオコンビネーション
氣
舞空術
鶴仙流招式，放出並控制體內的氣令自己能夠在空中自由移動
高速移動
瞬間移動
習自亞德拉特星人，透過感應已知的人物的氣轉移至該人物所在之處
氣圓斬（気円斬）
把氣集成邊緣非常鋒利的圓盤狀後拋出，用作切斷目標
元氣彈（元気玉）
由界王創出的招式，拉帝茲戰後於界王星上學會
心靈感應 （テレパシー） 
能夠把自己的心聲傳給遠處的人，也可以觸摸他人的額頭來讀心
氣合（気合い）
破壊
破壞神比魯斯的招式，在消滅主時空的札馬斯時首次使用，能夠把目標的存在立即抹消
衝撃波
魔封波
《七龍珠超》時為擺平在未來特南克斯時空作亂的札馬斯和黑悟空，在龜仙人處修煉的招式
龜派氣功波（かめはめ波）
龜仙人花50年時間研發，把體內的潛在能量壓縮再一口氣發放出來的氣功波，但悟空只看他使出一次便能放出來
猜拳拳（じゃんけん）
狂犬
少年時期於天下一武道會使用，是讓自身處於抓狂狀態奮力一搏的戰鬥方式
コマ回り拳
猿拳
少年時期於天下一武道會使用，模仿猴子動作的戰鬥技巧
八手拳
残像拳
後來衍生出多重殘像拳，爾後的戰鬥也經常看見許多人使用這項技巧
界王拳 
界王開發出理論，由悟空實踐出來的招式，拉帝茲戰後在界王星上習得
太陽拳
鶴仙流的招式，以氣發出刺眼眩光，令自己以外的人一時失明

### 動畫版原創招式
幻星拳
《七龍珠》原創戰鬥出現
龍拳 
《七龍珠Z 龍拳爆發!!悟空捨我其誰》對抗希爾德岡
《七龍珠GT》對抗超級十七號、三星龍、超級一星龍的招式
Meteor last（メテオブラスト）
《七龍珠Z》原創戰鬥出現
自爆
《七龍珠GT》對抗超級十七號使用
Dragon smash（ドラゴンスマッシュ）
《七龍珠Z 神與神》《七龍珠超》原創戰鬥出現
10倍龜派氣功波（10倍かめはめ波）
《七龍珠GT》超級賽亞人4孫悟空原創招式
在遊戲《七龍珠群雄》稱為最強的龜派氣功波
限界突破龜派氣功波（限界突破かめはめ波）
《七龍珠GT》後期OP中出現
被稱為所有能量完全解放的龜派氣功波
超龍閃撃
《七龍珠超（力之大會）》原創戰鬥出現
バリア
《七龍珠超（力之大會）》《七龍珠超 布羅利》原創戰鬥出現

## 戰鬥力
於作品與書中表示的戰鬥力數據：
- 剛出生時：2[37]

龍珠Z特別篇「一個人的最終決戰～挑戰菲利的Z戰士孫悟空之父～」提及。因戰鬥數值過低而被評為下等戰士。
- 初登場時：10[38]、100（巨猿化）[38]

「龍珠大全集 第7卷」提及。變身為巨猿時有十倍的戰鬥力。
- 第22回天下一武道会：180[38]

經過三年行。
- 比克大魔王戦：260[38]
- 拉帝茲戦：334[39]～416[39]～924[40][41]
- 拿巴、達爾戰：5,000～8,000～16,000～24,000～32,000
- 精英軍團戦時：5,000～90,000～180,000

克服100G重力後到達娜美星時的悟空。因為於平常狀態抑制住氣量而令戰鬥數值下降，但攻擊時的一瞬間會大幅上升。5000是捷斯的探測器得出的數值，180000為基紐探測到的數值。基紐本身數值為85,000，於戰鬥攻防中可達120,000。
- 菲利一戦：3,000,000 (Zenkai boost)

瀕死狀態復活後戰鬥力上升。10倍界王拳時的數值達30,000,000，20倍界王拳時的數值可達60,000,000。
- 超級賽亞人：1億5000萬

因為克林的死而變身成超級賽亞人，戰鬥力為平常狀態最高數值的50倍。(3,000,000 x 50倍 = 1億5000萬）
- 常態(特南克斯編):16,000,000
- 超級賽亞人:8億

因為悟空常態的戰鬥力是16,000,000,所以乘以50倍=8億
原作中的战斗力在基纽一战的180,000是最后的數據，鸟山明对于觉醒于超级赛亚人的悟空的战斗力，表示“虽然当时被认为是50倍的强大，但是有点夸张了，作为作者的心情是以到现在为止的10倍左右的变化这样的感觉来描绘的。”。鸟山明亦表示：「超级赛亚人，2、3只不过是超级赛亚人的力量提升的变化，悟空觉察到和比魯斯的战斗后，平时和超级赛亚人的程度提升，体力消耗也比较少，恐怕他不会再变身为2、3了。」。

## 家谱
| 巴达克 | 巴达克 | 巴达克 | 巴达克 | 巴达克 | 巴达克 |        |        | 姬内   | 姬内   | 姬内 | 姬内 | 姬内 | 姬内 |  |  | 孙悟饭 (义祖父)   | 孙悟饭 (义祖父)   | 孙悟饭 (义祖父)   | 孙悟饭 (义祖父)   | 孙悟饭 (义祖父)   | 孙悟饭 (义祖父)   |  |  | 牛魔王 | 牛魔王 | 牛魔王 | 牛魔王 | 牛魔王 | 牛魔王 |  |  | 撒旦先生 | 撒旦先生 | 撒旦先生 | 撒旦先生 | 撒旦先生 | 撒旦先生 |        |        | 姓名不详 | 姓名不详 | 姓名不详 | 姓名不详 | 姓名不详 | 姓名不详 |  |  |  |  |
| 巴达克 | 巴达克 | 巴达克 | 巴达克 | 巴达克 | 巴达克 |        |        | 姬内   | 姬内   | 姬内 | 姬内 | 姬内 | 姬内 |  |  | 孙悟饭 (义祖父)   | 孙悟饭 (义祖父)   | 孙悟饭 (义祖父)   | 孙悟饭 (义祖父)   | 孙悟饭 (义祖父)   | 孙悟饭 (义祖父)   |  |  | 牛魔王 | 牛魔王 | 牛魔王 | 牛魔王 | 牛魔王 | 牛魔王 |  |  | 撒旦先生 | 撒旦先生 | 撒旦先生 | 撒旦先生 | 撒旦先生 | 撒旦先生 |        |        | 姓名不详 | 姓名不详 | 姓名不详 | 姓名不详 | 姓名不详 | 姓名不详 |  |  |  |  |
|        |        |        |        |        |        |        |        |        |        |      |      |      |      |  |  |                   |                   |                   |                   |                   |                   |  |  |        |        |        |        |        |        |  |  |          |          |          |          |          |          |        |        |          |          |          |          |          |          |  |  |  |  |
|        |        |        |        |        |        |        |        |        |        |      |      |      |      |  |  |                   |                   |                   |                   |                   |                   |  |  |        |        |        |        |        |        |  |  |          |          |          |          |          |          |        |        |          |          |          |          |          |          |  |  |  |  |
|        |        |        |        | 拉帝兹 | 拉帝兹 | 拉帝兹 | 拉帝兹 | 拉帝兹 | 拉帝兹 |      |      |      |      |  |  | 孙悟空 (卡卡罗特) | 孙悟空 (卡卡罗特) | 孙悟空 (卡卡罗特) | 孙悟空 (卡卡罗特) | 孙悟空 (卡卡罗特) | 孙悟空 (卡卡罗特) |  |  | 芝芝   | 芝芝   | 芝芝   | 芝芝   | 芝芝   | 芝芝   |  |  |          |          |          |          |          |          |        |        |          |          |          |          |          |          |  |  |  |  |
|        |        |        |        | 拉帝兹 | 拉帝兹 | 拉帝兹 | 拉帝兹 | 拉帝兹 | 拉帝兹 |      |      |      |      |  |  | 孙悟空 (卡卡罗特) | 孙悟空 (卡卡罗特) | 孙悟空 (卡卡罗特) | 孙悟空 (卡卡罗特) | 孙悟空 (卡卡罗特) | 孙悟空 (卡卡罗特) |  |  | 芝芝   | 芝芝   | 芝芝   | 芝芝   | 芝芝   | 芝芝   |  |  |          |          |          |          |          |          |        |        |          |          |          |          |          |          |  |  |  |  |
|        |        |        |        |        |        |        |        |        |        |      |      |      |      |  |  |                   |                   |                   |                   |                   |                   |  |  |        |        |        |        |        |        |  |  |          |          |          |          |          |          |        |        |          |          |          |          |          |          |  |  |  |  |
|        |        |        |        |        |        |        |        |        |        |      |      |      |      |  |  | 孙悟饭            | 孙悟饭            | 孙悟饭            | 孙悟饭            | 孙悟饭            | 孙悟饭            |  |  | 孙悟天 | 孙悟天 | 孙悟天 | 孙悟天 | 孙悟天 | 孙悟天 |  |  |          |          |          |          | 比迪丽   | 比迪丽   | 比迪丽 | 比迪丽 | 比迪丽   | 比迪丽   |          |          |          |          |  |  |  |  |
|        |        |        |        |        |        |        |        |        |        |      |      |      |      |  |  | 孙悟饭            | 孙悟饭            | 孙悟饭            | 孙悟饭            | 孙悟饭            | 孙悟饭            |  |  | 孙悟天 | 孙悟天 | 孙悟天 | 孙悟天 | 孙悟天 | 孙悟天 |  |  |          |          |          |          | 比迪丽   | 比迪丽   | 比迪丽 | 比迪丽 | 比迪丽   | 比迪丽   |          |          |          |          |  |  |  |  |
|        |        |        |        |        |        |        |        |        |        |      |      |      |      |  |  |                   |                   |                   |                   |                   |                   |  |  |        |        |        |        |        |        |  |  |          |          |          |          |          |          |        |        |          |          |          |          |          |          |  |  |  |  |
|        |        |        |        |        |        |        |        |        |        |      |      |      |      |  |  |                   |                   |                   |                   |                   |                   |  |  |        |        |        |        |        |        |  |  |          |          |          |          |          |          |        |        |          |          |          |          |          |          |  |  |  |  |
|        |        |        |        |        |        |        |        |        |        |      |      |      |      |  |  |                   |                   |                   |                   | 小芳              |                   |  |  |        |        |        |        |        |        |  |  |          |          |          |          |          |          |        |        |          |          |          |          |          |          |  |  |  |  |
|        |        |        |        |        |        |        |        |        |        |      |      |      |      |  |  |                   |                   |                   |                   |                   |                   |  |  |        |        |        |        |        |        |  |  |          |          |          |          |          |          |        |        |          |          |          |          |          |          |  |  |  |  |
|        |        |        |        |        |        |        |        |        |        |      |      |      |      |  |  |                   |                   |                   |                   | 3代不明           |                   |  |  |        |        |        |        |        |        |  |  |          |          |          |          |          |          |        |        |          |          |          |          |          |          |  |  |  |  |
|        |        |        |        |        |        |        |        |        |        |      |      |      |      |  |  |                   |                   |                   |                   |                   |                   |  |  |        |        |        |        |        |        |  |  |          |          |          |          |          |          |        |        |          |          |          |          |          |          |  |  |  |  |
|        |        |        |        |        |        |        |        |        |        |      |      |      |      |  |  |                   |                   |                   |                   | 孙悟空Jr.         |                   |  |  |        |        |        |        |        |        |  |  |          |          |          |          |          |          |        |        |          |          |          |          |          |          |  |  |  |  |

## 文化影響

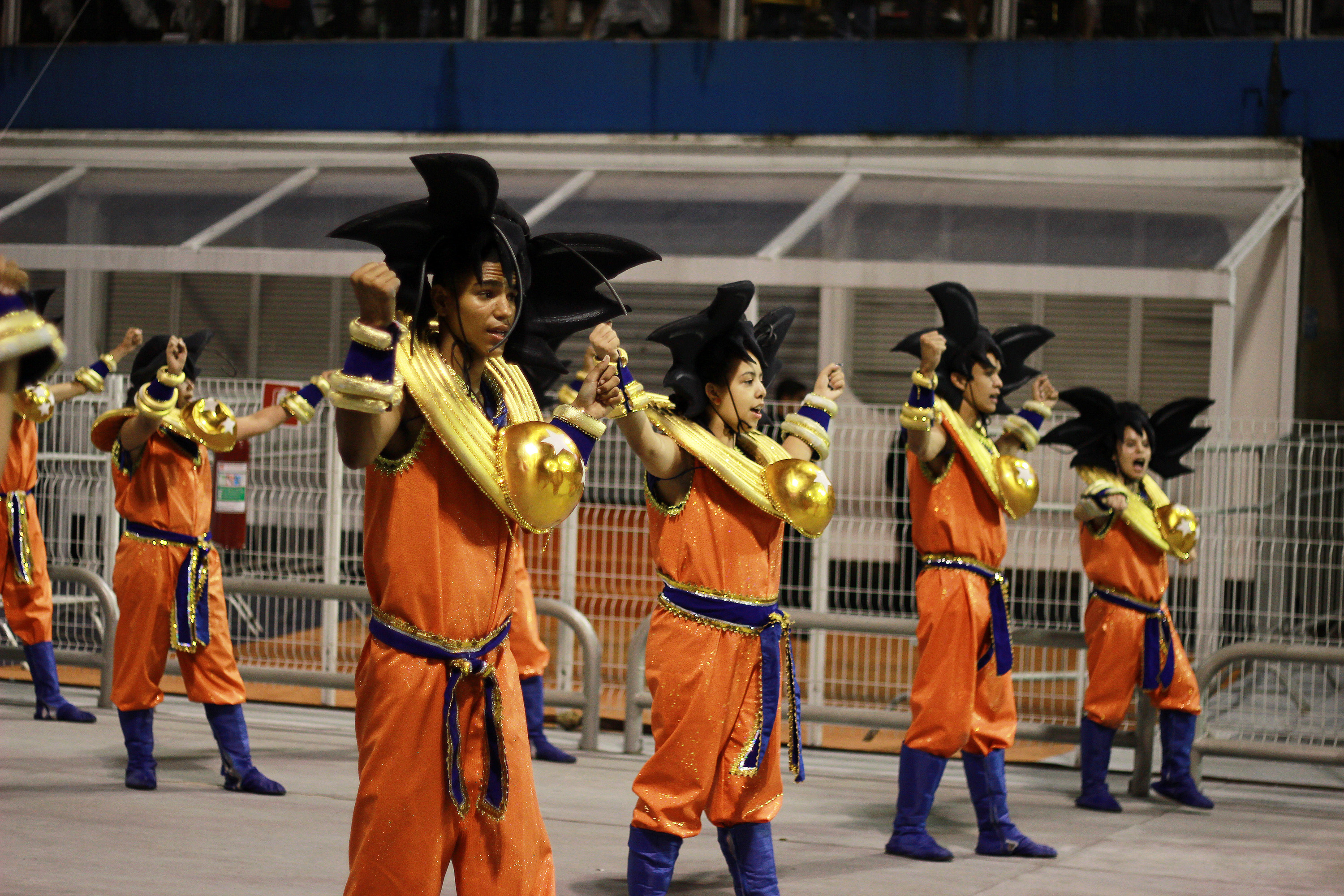
在 2013年巴西狂歡節上，遊行狂歡者將自己扮演成悟空。

有許多著名的公眾人物評論了他們對悟空的想法，或悟空在流行文化中的地位。例如：成龍 有記錄表明悟空是他最喜歡的《七龍珠》角色。德國搖滾樂隊Son Goku的名字是來自《七龍珠》主角。樂隊的歌手Thomas D會取選擇這個名字，是因為覺得孫悟空體現了樂隊的哲學，他“深深為悟空的單純和開朗樂觀態度著迷，同時他也是一名偉大的英雄而且多次拯救了全世界”。2010年，由加拿大出生的香港藝人陳冠希創作了玻璃纖維的悟空雕像，用面部特征取代了悟空的臉成為自己收藏的一部分，這個收藏品也在新加坡“Treacherous Three”藝術科學博物館中展出。CNN發表了一篇文章，介紹悟空成為西班牙職業網球選手的童年嚮往和崇拜的角色，並稱納達爾為“網球界的七龍珠”是因為“他非常規的風格，彷彿自另一顆星球”。
日本漫畫《海賊王》的作者尾田榮一郎和《火影忍者》的作者岸本齊史說「悟空啟發了他們作品的主角形象塑造，以及系列故事創作構成」萬代南夢宮娛樂旗下的電子遊戲《鐵拳》中的虛擬角色Lars Alexandersson藍圖也是基於《七龍珠》的悟空、漫威漫畫《復仇者聯盟》的雷神索爾身上『充滿正義與英雄』特質去設計的。岸本齊史在評論孫悟空的受歡迎程度時說，當人們聽到“孫悟空”這個名字時，第一時間不再想到《西遊記》的同名角色，而是想到了《七龍珠》的主角。此外，在系列的下半部分，岸本齊史參照鳥山的性格創造了一隻名為孫悟空的猿猴，這隻猿猴有四條尾巴象徵悟空的從爺爺那裡獲得了四星球。
Julius Wiedemann在2004年出版的有關鳥山明的書中談論，悟空成長與不斷變強的力量讓他“深受世界各地男孩子的喜愛”。Jason Thompson表示悟空是在1980年代末和1990年代初其他流行少年漫畫作品例如《城市獵人》和《北斗神拳》當中，同樣具備陽剛特質的英雄角色不同，鳥山把他的主角悟空簡化而不切實際與幽默風格，從這裡展開冒險故事。Jason Thompson「這種套路程成為創作的趨勢一直延續到今天。」2015年時，日本週年紀念協會正式宣布5月9日為“悟空的紀念日”。2018年悟空是第一個在梅西感恩節大遊行中以氣球形式出場的動畫漫畫角色。